# Bermudo II di León
Bermudo Ordóñez detto il Gottoso (el Gotoso). Bermudo anche in spagnolo, in asturiano e in portoghese, Beremud, in catalano e Veremudo, in galiziano (953 – El Bierzo, settembre 999) fu re di Galizia dal 982 e re di León dal 984 al 999.

## Origine
Bermudo, secondo alcuni era figlio illegittimo del re di León, Ordoño III e della sua amante Aragonta Peláez, figlia del conte Pelayo González, ma secondo altri, era figlio di una seconda moglie, Elvira, figlia del conte di Asturia, Gonzalo e della moglie, Teresa, come riportano sia la Historia genealógica y heráldica de la monarquía española, Volume 1, che la Memorias de las reynas catholicas.

Ordoño III, sia secondo il codice di Roda, che secondo la Cronaca di Sampiro era figlio del re di León, Ramiro II, mentre la madre, per il codice di Roda era la prima moglie, una galiziana, citata come Galliciensis nomine, senza precisare nome e ascendenti che dagli storici è stata individuata in Adosinda Gutiérrez, figlia del conte Gutier Osóriz e Ildoncia Menéndez, sorella della madre di Ramiro II, per cui i genitori erano cugini primi; mentre per la Cronaca di Sampiro Ramiro ebbe un'unica moglie di nome di Tarasia detta Florentina , che potrebbe essere la seconda moglie citata dal codice di Roda, Urraca, figlia del re di Pamplona, Sancho I Garcés e di Toda di Navarra. 

## Biografia
Fin da giovane il padre lo legittimò, come appare da un documento del 1º gennaio 968, in cui Bermudo pienamente legittimato figura nella linea di successione al trono di León.

Le campagne di Almanzor

Dopo che, nel 981, l'hajib Almanzor aveva saccheggiato Zamora, il re di León Ramiro III cercò, insieme al conte di Castiglia García Fernández e al re di Navarra Sancho Abarca, di creare una coalizione anti-islamica fra León, Castiglia e Navarra, ammassando truppe nella valle del Duero. Almanzor marciò però celermente contro le truppe cristiane e le sbaragliò nella battaglia di Rueda, 40 km circa a sud-est di Simancas. Allora, come riporta lo storico Rafael Altamira marciò sulla città di León ma, pur essendo arrivato facilmente alle sue porte, non riuscì a conquistarla e, al ritorno da questa campagna Almanzor assunse e si fece attribuire il laqab con il quale è noto: al-Mansūr bi-llāh (Colui che è reso vincitore da Dio).

Dopo la dura sconfitta subita a Rueda la nobiltà leonese si ribellò a Ramiro III, eleggendo e incoronando a Santiago di Compostela, nel 982, Bermudo re di Galizia,come riporta la Historia De Los Hechos De Españara.

Iniziò così una guerra civile in cui Bermudo II, che aveva l'appoggio dei galiziani - portoghesi, si rafforzò con l'appoggio dei Mori di  Almanzor. Ramiro III, dopo avere ottenuto una vittoria nella battaglia di Portela de Arenas (983), fu sconfitto definitivamente nel 984; allora si ritiro in León ad Astorga, dove, secondo la Historia de la ciudad y corte de Leon in quello stesso anno o l'anno successivo (985), morì e vi fu sepolto.
Tutte le cronache riportano che la successione fu pacifica.

Dopo essere rimasto l'unico re del León, Bermudo II, per contenere i nobili, ben presto chiese aiuto ad Almanzor, il quale inviò delle truppe, che domata la rivolta, rimasero nel regno, che dal 985 fu tributario di al-Andalus, mentre Almanzor avanzò in Catalogna, assaltando Barcellona il 1º luglio 985.
Nel 985 tentò inutilmente di espellere i musulmani rimasti nel regno di León, riuscendo solo a recuperare la città di Zamora; l'espulsione dei musulmani gli riuscì però nel 987; allora, per rappresaglia, Al-Mansur Ibn Abi Aamir riunì un grande esercito,con il quale saccheggio e rase al suolo Coimbra e poi la capitale León.

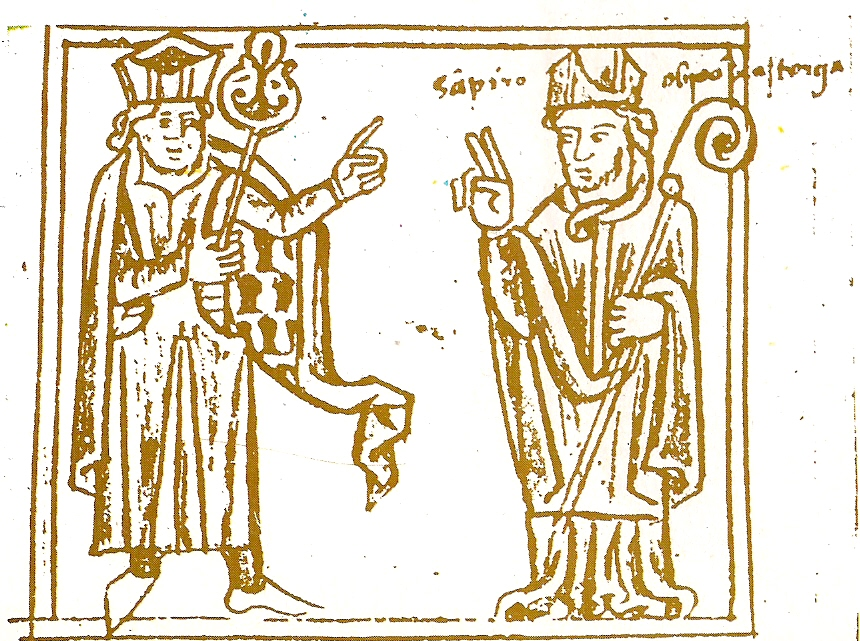
Illustrazione del Codice de Batres che rappresenta Sampiro, notaio di Bermudo II, come vescovo di Astorga

Bermudo II, nel frattempo, si rifugiò a Zamora e quando quest'ultima città venne attaccata dai Mori si rifugiò a Lugo; ambedue le città furono conquistate e duramente saccheggiate; Bermudo II allora si rinchiuse in Astorga, che fu conquistata nel 996.

L'ultimo rifugio di Bermudo II fu la Galizia, ma anche qui fu raggiunto dalle truppe di Almanzor, che nell'estate del 997 attaccarono e saccheggiarono Santiago di Compostela, dando fuoco alla chiesa preromanica dedicata a San Giacomo (Santiago), come riporta la Historia compostelana, ma rispettò il sepolcro del santo, per cui permise che i pellegrinaggi continuassero.

La leggenda narra che i prigionieri cristiani portarono sulle spalle sino a Cordova le porte della città (poi sistemate nella moschea di Cordova) e le campane della chiesa di san Giacomo (usate come bracieri) e circa due secoli e mezzo dopo i prigionieri musulmani gli fecero fare il percorso inverso.
Nel 999, quando il suo regno era ridotto alla sola zona costiera di Galizia e Asturie, morì nella provincia di El Bierzo, non lontano da Ponferrada, a causa della gotta, che da tempo lo faceva soffrire, e fu tumulato a Villabuena (Cacabelos) e solo in secondo tempo la salma fu traslata nella capitale, León.

Bermudo II aveva disposto di essere inumato nell'Abbazia di Carracedo, da lui fondata; ma non fu possibile in quanto due anni prima era stata quasi totalmente distrutta da Almanzor. Solo dopo alcuni anni Ferdinando I di León e Sancha I di León disposero che u suoi resti venissero traslati nella Real Basílica di Sant'Isidoro a León, dove fu scolpito il seguente epitaffio:

H. R. REX VEREMVUDI ORDONII. ISTE IN FINE VITAE SUAE DIGNAM DEO POENITENTIAM OBTVLIT. ET IN PACE QUIEVIT. ERA MXXXVII.
Gli succedette il figlio Alfonso, ancora bambino, di circa 5 anni.

## La battaglia di Calatañazor

La penisola iberica alla morte di Bermudo II

L'arcivescovo di Toledo, Rodrigo Jiménez de Rada e il vescovo di Tuy, Lucas, oltre duecento anni dopo l'avvenimento, ci narrano che nel 998, il re di León Bermudo II, il re di Navarra García II Sánchez il Tremolante e il conte di Castiglia García Fernández, formarono una lega e attaccarono Almanzor a Calatañazor, dove gli inflissero una terribile sconfitta e che Almazor morì in seguito a Medinaceli a causa delle ferite riportate nella battaglia in questione (la battaglia di Calatañazor).
Inoltre ci dicono che al ritorno dell'esercito di al-Andalus a Cordova, apparve miracolosamente un pastore (nel quale gli storici cristiani videro il diavolo) che cantava la famosa lirica: A Calatañazor Almanzor perse il suo tamburo.
Questa versione presenta due gravi inesattezze:
- il conte di Castiglia García Fernández era morto nel 995
- Almanzor è accertato che morì nella notte tra il 10 e l'11 agosto 1002[10]

Essendo gli avvenimenti descritti avvenuti circa 250 anni prima della redazione della cronaca, molto probabilmente, furono fatte delle confusioni, riguardo sia ai partecipanti sia alla data dell'avvenimento: a Calatañazor, nel 1002, ci fu uno scontro tra gli alleati cristiani (il re di León Alfonso V, il re di Navarra, Sancho III Garcés il Grande e il conte di Castiglia Sancho Garcés), che riportarono la vittoria e la retroguardia delle truppe di Almanzor che stava rientrando, già gravemente ammalato (e quindi non partecipò alla battaglia), nel suo quartiere invernale di Medinaceli, dove poco dopo morì.

## Matrimoni e discendenza
Verso il 985 Bermudo aveva sposato, in prime nozze, Velasquita, che secondo alcune fonti era figlia del conte Ramiro Menéndez e di Adosinda Gutiérrez, che a Bermudo II diede una sola figlia:
- Cristina di León (?-?), che sposò Ordoño Ramírez, figlio di Ramiro III, come riporta Lucas de Tuy (m. 1249) - Chronicon mundi sposò Cristina di León (Christina…ex infante Ordonio cœco filio Ramiri regis)[21].

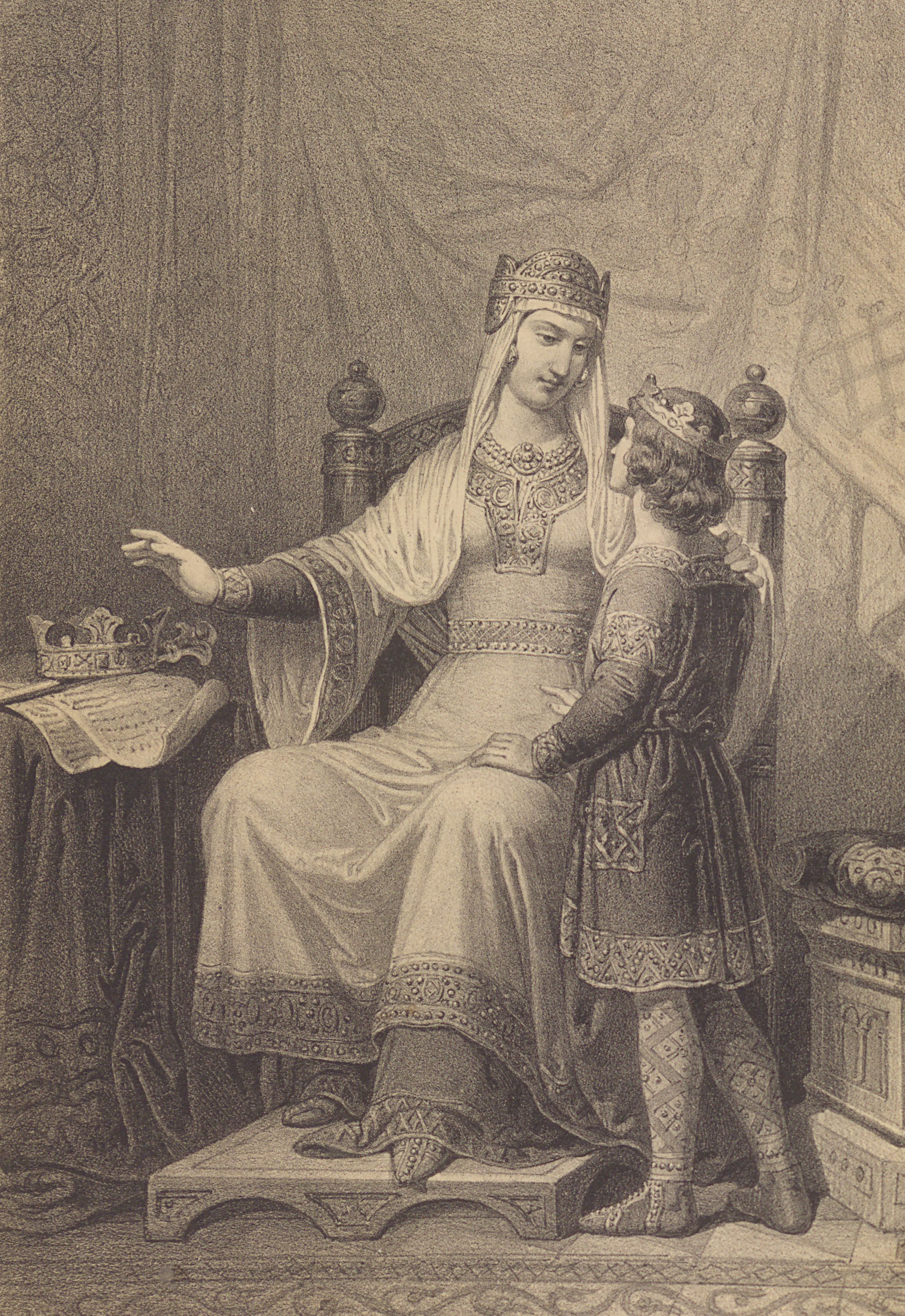
Elvira di Castiglia

Dopo avere divorziato da Velasquita nel 988 si risposò in seconde nozze nel 991 con Elvira Garcez di Castiglia, figlia del conte de Castiglia García Fernández e di Ava di Ribagorza, come conferma Memorias de las reynas catholicas.

Bermudo II da Elvira ebbe quattro figli:
- Alfonso (996-1028), re di León[18]
- Teresa di León (992-1039), che sposò Almanzor[8]
- Sancha di León (dopo il 1030), monaca a Oviedo[8]
- Elvira di León (dopo il 1028), citata in un documento, datato 1028[8].

Bermudo II ebbe anche alcuni figli illegittimi, tra i quali:
- Pelayo di León (?-circa 1006), citato un documento del 998 (Pelagius prolix regis Beremuti)[23].

## Ascendenza
|                     |   |                    | Genitori             |  |  | Nonni |  |  | Bisnonni          |  |  | Trisnonni                 |  |
|                     |   |                    |                      |  |  |       |  |  | Ordoño II di León |  |  | Alfonso III delle Asturie |  |
|                     |   |                    |                      |  |  |       |  |  | Ordoño II di León |  |  | Alfonso III delle Asturie |  |
|                     |   | Jimena di Pamplona |                      |  |  |       |  |  | Ordoño II di León |  |  |                           |  |
| Ramiro II di León   |   |                    |                      |  |  |       |  |  | Ordoño II di León |  |  |                           |  |
|                     |   | Elvira Menéndez    | Ermenegildo Menéndez |  |  |       |  |  |                   |  |  |                           |  |
|                     |   | Elvira Menéndez    | Ermenegildo Menéndez |  |  |       |  |  |                   |  |  |                           |  |
|                     |   | Elvira Menéndez    | Ermessinda Gatónez   |  |  |       |  |  |                   |  |  |                           |  |
| Ordoño III di León  |   | Elvira Menéndez    |                      |  |  |       |  |  |                   |  |  |                           |  |
|                     |   | Gutier Osóriz      | …                    |  |  |       |  |  |                   |  |  |                           |  |
|                     |   | Gutier Osóriz      | …                    |  |  |       |  |  |                   |  |  |                           |  |
|                     |   | Gutier Osóriz      | …                    |  |  |       |  |  |                   |  |  |                           |  |
| Adosinda Gutiérrez  |   | Gutier Osóriz      |                      |  |  |       |  |  |                   |  |  |                           |  |
|                     |   | Ildoncia Menéndez  | …                    |  |  |       |  |  |                   |  |  |                           |  |
|                     |   | Ildoncia Menéndez  | …                    |  |  |       |  |  |                   |  |  |                           |  |
|                     |   | Ildoncia Menéndez  | …                    |  |  |       |  |  |                   |  |  |                           |  |
| Bermudo II di León  |   | Ildoncia Menéndez  |                      |  |  |       |  |  |                   |  |  |                           |  |
|                     | … | …                  |                      |  |  |       |  |  |                   |  |  |                           |  |
|                     | … | …                  |                      |  |  |       |  |  |                   |  |  |                           |  |
|                     | … | …                  |                      |  |  |       |  |  |                   |  |  |                           |  |
| Pelayo González     | … |                    |                      |  |  |       |  |  |                   |  |  |                           |  |
|                     |   | …                  | …                    |  |  |       |  |  |                   |  |  |                           |  |
|                     |   | …                  | …                    |  |  |       |  |  |                   |  |  |                           |  |
|                     |   | …                  | …                    |  |  |       |  |  |                   |  |  |                           |  |
| Aragonta Peláez     |   | …                  |                      |  |  |       |  |  |                   |  |  |                           |  |
|                     |   | …                  | …                    |  |  |       |  |  |                   |  |  |                           |  |
|                     |   | …                  | …                    |  |  |       |  |  |                   |  |  |                           |  |
|                     |   | …                  | …                    |  |  |       |  |  |                   |  |  |                           |  |
| Ermesinda Gutiérrez |   | …                  |                      |  |  |       |  |  |                   |  |  |                           |  |
|                     |   | …                  | …                    |  |  |       |  |  |                   |  |  |                           |  |
|                     |   | …                  | …                    |  |  |       |  |  |                   |  |  |                           |  |
|                     |   | …                  | …                    |  |  |       |  |  |                   |  |  |                           |  |
|                     |   | …                  |                      |  |  |       |  |  |                   |  |  |                           |  |

### Fonti primarie
- (LA)  Textos navarros del Códice de Roda Archiviato il 31 gennaio 2021 in Internet Archive..
- (LA)  Historia de España: parte XVI, Sampiri Astoricensis Episcopi chronicon.
- (LA)  España sagrada. Volumen 14.
- (LA)  #ES Chronicon mundi.
- (LA)  España sagrada. Volumen 23
- (LA)  España sagrada. Volumen 16

### Letteratura storiografica
- Rafael Altamira, Il califfato occidentale, in L’espansione islamica e la nascita dell’Europa feudale, collana «Storia del mondo medievale», II volume, Milano, Garzanti, 1999  [1979],  pp. 477–515, SBN RAV0065639.
- (ES)  #ES Historia genealógica y heráldica de la monarquía española, Volume 1
- (ES)  Historia De Los Hechos De Españara
- (ES)  Historia de la ciudad y corte de Leon
- (ES)  #ES Memorias de las reynas catholicas.